# Otero (Las Regueras)
Otero (en asturiano y oficialmente: Oteru) es una aldea que pertenece a la parroquia de Santullano en el concejo de Las Regueras (Principado de Asturias). Se encuentra a 301 m s. n. m. y está situada a 2 km de la capital del concejo, Santullano. 

## Población
En 2020 contaba con una población de 30 habitantes (INE 2020) repartidos en un total de 12 viviendas.